# Stefano Donagrandi
Stefano Donagrandi (* 1. září 1976 Bormio) je bývalý italský rychlobruslař.
Prvního juniorského světového šampionátu se zúčastnil v roce 1995, ve Světovém poháru se poprvé objevil na podzim 1996. Jeho nejlepším umístěním v individuálních závodech je 11. místo na Mistrovství Evropy 1999. Startoval na Zimních olympijských hrách 2002, kde se v závodě na 1500 m umístil na 24. místě a na pětikilometrové trati dobruslil na dvacáté příčce. S italským týmem vyhrál v sezóně 2004/2005 celkové hodnocení Světového poháru ve stíhacích závodech družstev. Na zimní olympiádě 2006 získal zlatou medaili rovněž v závodě družstev, kromě toho skončil třináctý (10 000 m) a šestnáctý (5000 m) a na patnáctistovce se umístil na 22. místě. Poslední start absolvoval v lednu 2007.